# Westfälischer Hof
Das ehemalige Gasthaus Westfälischer Hof ist ein denkmalgeschützter Fachwerkgiebelbau in Detmold im Kreis Lippe (Nordrhein-Westfalen).
Das Haus wurde 1604 errichtet. Der ursprünglich an der Giebelseite zur Krummen Straße liegende Torbogen ist später teilweise zugesetzt worden. Sichtbar ist noch der Torbalken mit der Inschrift aus Psalm 121, Vers 8: „DER HER BEWAR DEINEN AUS UND EINGANGK VON NVN AN BIS IN EWICHEIT ANNO 1604“. Die Torständer, die sich über Erd- und Zwischengeschoss erstrecken, sind mit Akanthus verziert. Unterhalb des Giebels verläuft ein Gesims mit Eierstab. Die Balkenenden unter den drei Giebelgeschossen treten leicht hervor und sind diamantschnittartig zugespitzt, Schwellbalken weisen Zahnschnitt- und Perlrundstab-Muster auf. In der Giebelspitze befindet sich eine Fächerrosette.

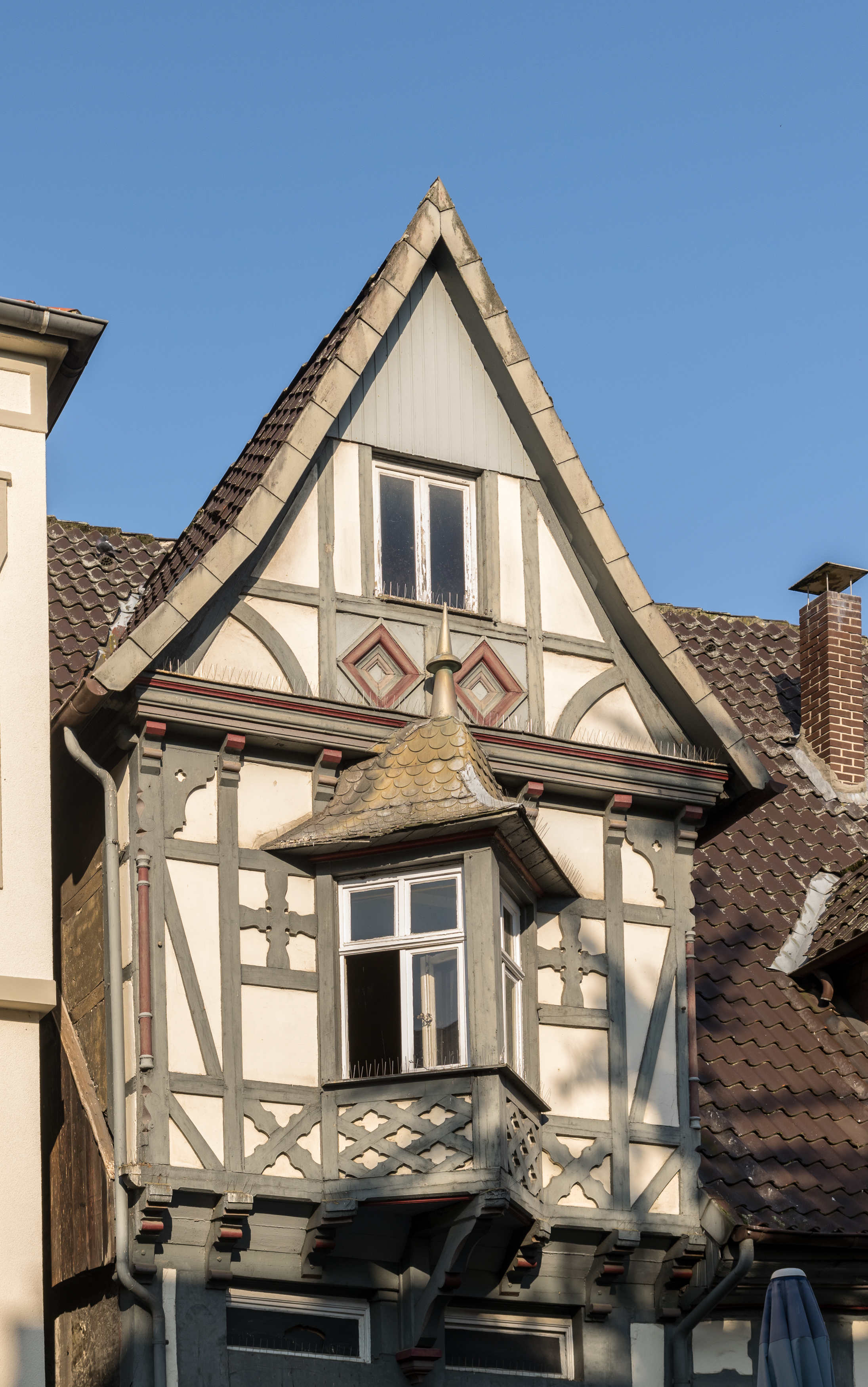
Zwerchhaus

Das Zwerchhaus an der Traufseite zur Langen Straße entstand 1891 nach Plänen von Hermann Cuno Heufer.
Heute wird das Haus als Restaurant genutzt.